# Тугур
Тугу́р (рос. Тугур) — село у складі Тугуро-Чуміканського району Хабаровського краю, Росія. Адміністративний центр та єдиний населений пункт Тугурського сільського поселення.

## Населення
Населення — 389 осіб (2010; 518 у 2002).
Національний склад (станом на 2010 рік):
- евенки — 64,8 %
- росіяни — 33,8 %